# واقعة بيلربي
واقعة بَيْلَرْبَي أو تمرد بَيْلَرْبَي، هي حركة تمرد أو عصيان كما وصفت تاريخيًا، أعلنها كل من الإنكشارية والسباهية في زمن السلطان مراد الثالث. يرجح سبب التمرد إلى عدم سداد رواتب الجنود وتخفيض رواتبهم من جانب آخر بسبب عجز في الميزانية كان يضرب الدولة العثمانية، الأمر الذي دفع جنود الإنكشارية إلى إعلان التمرد، مطالبين برأس الدفتردار، وهو كبير موظفي الدولة الذي كان مسؤولًا عن قرارات التقشف التي اتخذت. أدّى التمرد إلى العودة عن قرارات التقشف التي أثرت على معاشات الإنكشارية، وكذلك زيادة في روابتهم، الأمر الذي أغرى السباهية بإعلان تمرد مماثل لنيل ذات المميزات، ما أدّى في نهاية الأمر إلى حدوث الواقعة بمجزرة قُتِل إثرها 400 من السباهية في عام 1589م.